# 828 v.Chr.
Het jaar 828 v.Chr. is een jaartal volgens de christelijke jaartelling.

## Gebeurtenissen

### Egypte
- Koning Pedubastis I - de eerste farao van de 23e dynastie van Egypte - bestijgt de troon. De Libische dynastie regeert over de Delta, deze wordt tevens geaccepteerd in de steden:
- Leontopolis
- Heracleopolis
- Hermopolis
- Tanis
- Thebe